# Rotbeinige Mulmschwebfliege

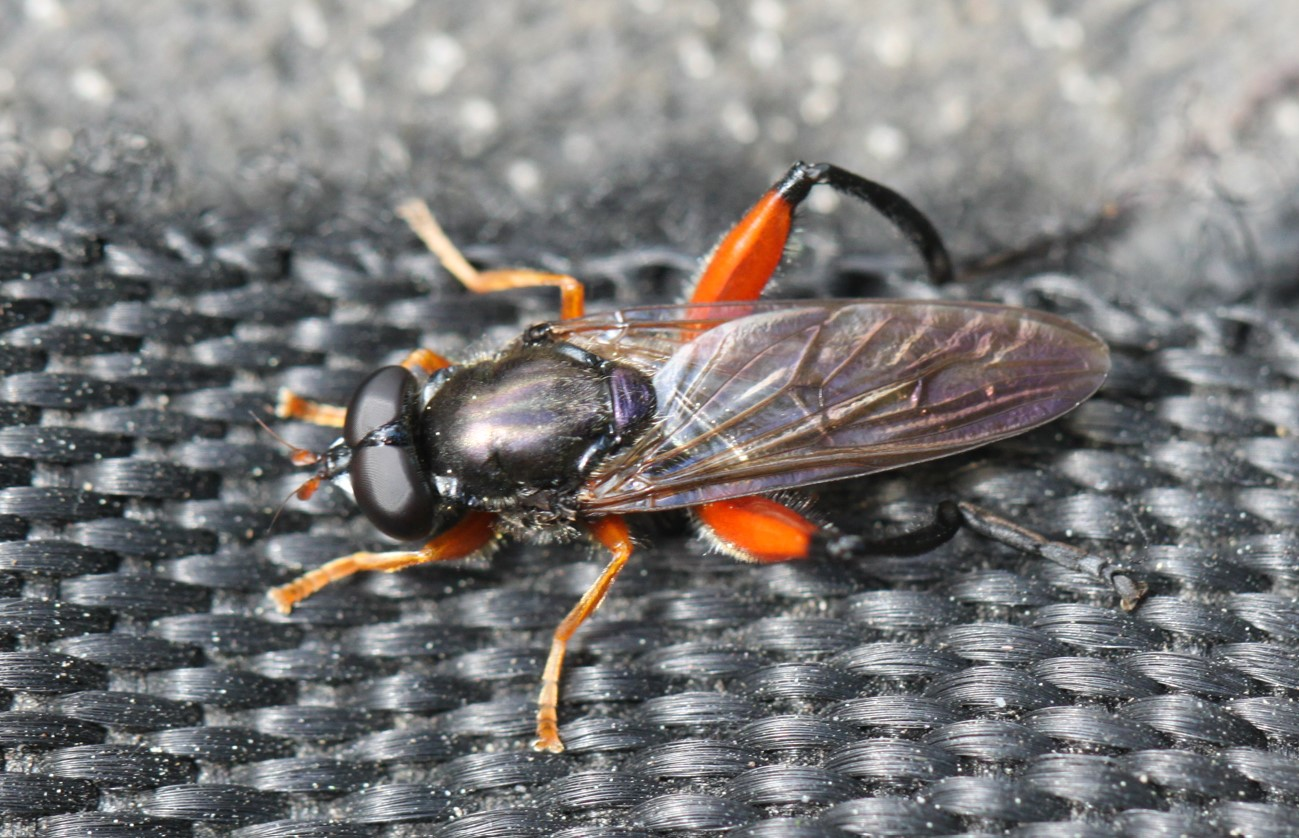
Chalcosyrphus valgus ♂ im Pfälzerwald im Mai 2017

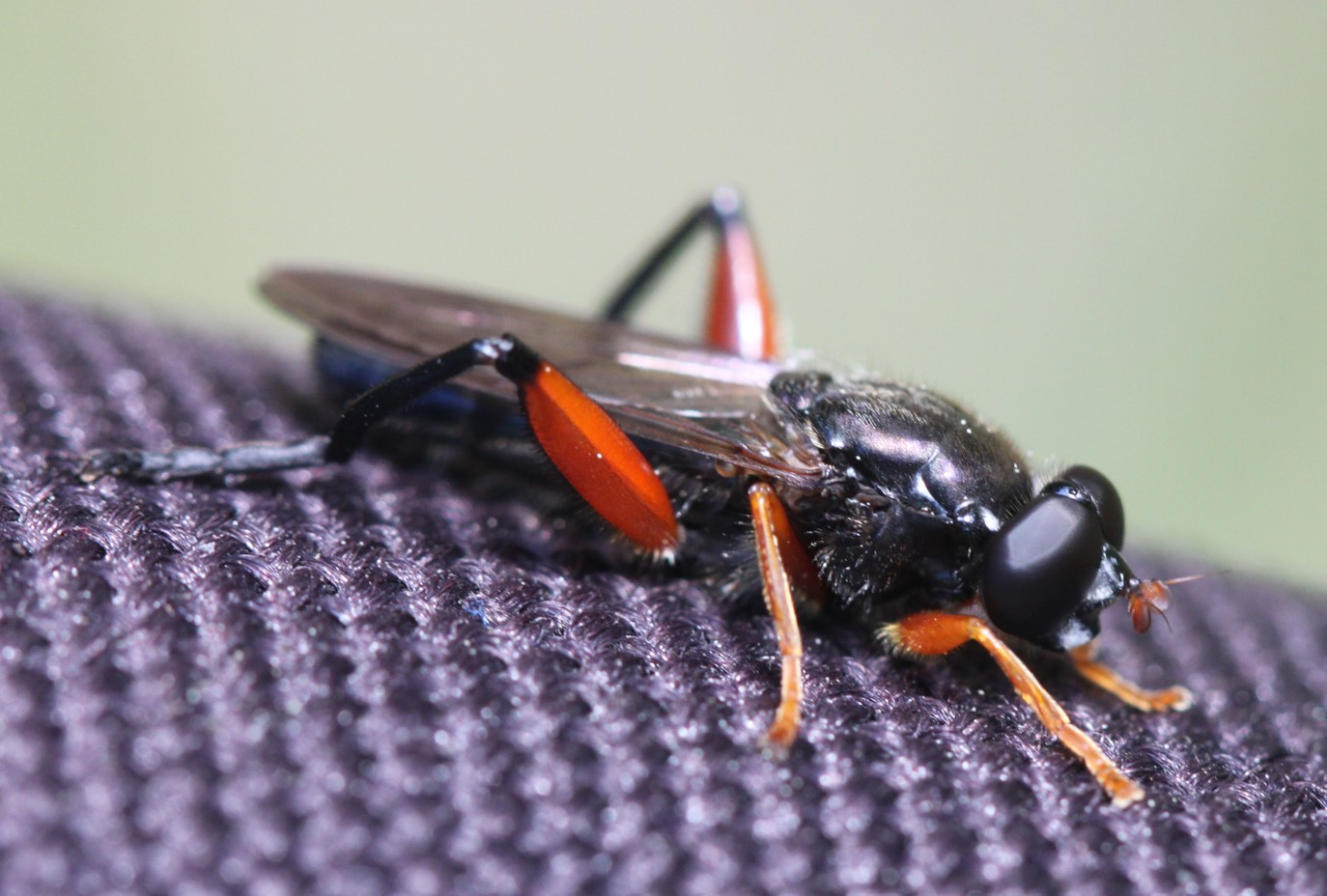
Chalcosyrphus valgus ♂

Die Rotbeinige Mulmschwebfliege (Chalcosyrphus valgus) ist eine Fliege aus der Familie der Schwebfliegen (Syrphidae). Die Art wurde von Johann Friedrich Gmelin 1790 als Syrphus valgus erstbeschrieben. Die Art gilt in Deutschland als selten und wird in der Roten Liste Deutschlands in der Kategorie 3 geführt (Stand 2007). In Bayern und in Baden-Württemberg gilt sie als „extrem selten“.

## Merkmale
Die Schwebfliegen sind 12–15 mm lang. Thorax und Hinterleib sind schwarz. Das Mesoscutum ist braun-bronzefarben. Die vorderen und mittleren Beine sind rotgelb. Die hinteren Femora sind verdickt. Sie sind rotgelb gefärbt und weisen ein schwarzes apikales Ende auf. Die hinteren Tibien sind gebogen und schwarz gefärbt. Die hinteren Tarsen sind schwarz. Brückner (2021) beschreibt die Fühlerfärbung wie folgt: Der Scapus ist schwarz, der Pedicellus sowie das basale Geißelglied sind braunrot gefärbt, während die Arista (Fühlerborste) gelbbraun gefärbt ist. Die Spitze der Hintertibien (ventral) ist in einen winzigen Sporn ausgezogen, der deutlich kürzer als ein Viertel der Tibienspitzenbreite ist. Der Halterenkopf ist grau- bis dunkelbraun. Das Pterostigma ist gelbbraun.
Es gibt zwei Verwechslungsarten, Chalcosyrphus femoratus und Chalcosyrphus rufipes, wobei letztere nicht in Deutschland vorkommt. Bei C. femoratus ist im Gegensatz zu den beiden anderen Arten beim Männchen die Behaarung an der seitlichen Rückseite der Vorder- und Mitteltibien länger als die Dicke der Tibien in Dorsalansicht. Die Färbung der Fühler und Halteren unterscheidet sich geringfügig zwischen den Arten.
Schmid und Moertelmaier (2007) studierten die Larvalentwicklung unter Laborbedingungen. Sie dokumentierten dabei die ersten drei Larvenstadien. Im dritten Stadium weisen die Larven eine weiße Körperfärbung auf. Die seitlichen Haken am Thorax sind braun. Die Spitze des Analsegments ist blass braun. Die Larve misst 15 mm.

## Verbreitung
Chalcosyrphus valgus ist eine paläarktische Art. In Europa reicht das Vorkommen vom Norden Fennoskandinaviens bis nach Südfrankreich und die Pyrenäen. Auf den Britischen Inseln, auf der Iberischen Halbinsel sowie im östlichen Mittelmeerraum fehlt die Art. Im Osten erstreckt sich das Verbreitungsgebiet über Sibirien bis in die östliche Paläarktis.

## Lebensweise
Die Flugzeit dauert von April bis August. Die Schwebfliegen werden hauptsächlich im Mai beobachtet. Den typischen Lebensraum der Art bilden Nadelwälder, Wälder mit Buchen- und Fichtenbestand sowie alte Kiefernwälder. Das Vorkommen reicht offenbar bis in Richtung der oberen Höhengrenze der Buchen. Die Schwebfliegen besuchen die Blüten von Glockenblumen, Kälberkröpfe, Johanniskräuter, Himbeere und Vogelbeere. Die Larven entwickeln sich im Mulm von moderndem Holz und Totholz.